# Charles Tobin

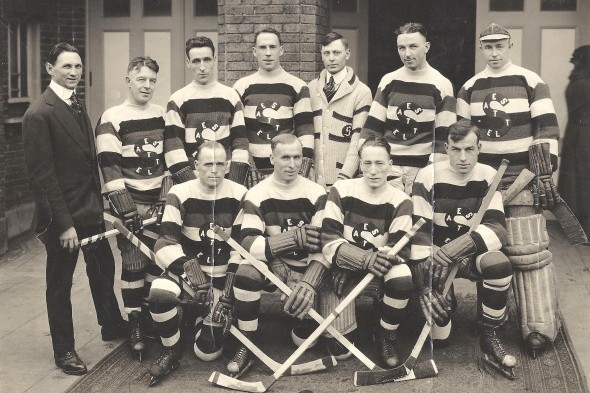
Tobin, trea från vänster i översta raden, med Seattle Metropolitans.

Charles Stuart Tobin, född 24 november 1885 i Winnipeg, död 30 maj 1924 i Portland, Oregon, var en kanadensisk professionell ishockeyspelare som spelade i Pacific Coast Hockey Association åren 1912–1922.

## Karriär
Charles Tobin spelade sammanlagt 188 matcher under tio säsonger i PCHA för New Westminster Royals, Portland Rosebuds, Victoria Aristocrats, Seattle Metropolitans och Vancouver Millionaires åren 1912–1922 och gjorde 101 mål och 30 assists för totalt 131 poäng.
Säsongen 1915–16 gjorde Tobin 21 mål och 8 assists för totalt 29 poäng på 18 matcher i PCHA och vann Portland Rosebuds interna poängliga åtta poäng före Eddie Oatman. Rosebuds vann ligan samma säsong med 26 inspelade poäng på 18 matcher och avancerade till Stanley Cup-final där laget ställdes mot Montreal Canadiens från NHA. I finalserien mot Canadiens gjorde Tobin två mål men Rosebuds förlorade med 3-2 i matcher.
1920 var Tobin med och spelade om Stanley Cup med Seattle Metropolitans mot Ottawa Senators. Senators vann finalserien med 3-2 i matcher sedan laget vunnit den femte och avgörande matchen med 6-1.

## Statistik
| 1904–05            | Edmonton Thistles      | ASHL               | 1   | 0   | –  | 0   | 0   | –  | – | – | – | –  |
| 1906–07            | Winnipeg Shamrocks     | WCAHA              | 1   | 3   | 0  | 3   | 2   | –  | – | – | – | –  |
| 1907–08            | North Battleford       | APHL               | 9   | 19  | 8  | 27  | 11  | –  | – | – | – | –  |
|                    | Brandon Wheat Cities   | MHL                | 1   | 0   | 0  | 0   | 0   | –  | – | – | – | –  |
| 1908–09            | Winnipeg Shamrocks     | MHL                | 1   | 1   | 0  | 1   | 0   | –  | – | – | – | –  |
| 1909–10            | Winnipeg Hockey Club   | WAHL               | 2   | 6   | 0  | 6   | 0   | –  | – | – | – | –  |
| 1910–11            | Winnipeg Monarchs      | WAHL               | 3   | 4   | 1  | 5   | –   | –  | – | – | – | –  |
|                    | Saskatoon Westerns     | SPHL               | 6   | 9   | 0  | 9   | –   | –  | – | – | – | –  |
|                    | Prince Albert Mintos   | SPHL               | –   | –   | –  | –   | –   | 2  | 8 | 0 | 8 | –  |
|                    | Prince Albert Mintos   | Stanley Cup        | –   | –   | –  | –   | –   | 2  | 4 | 0 | 4 | 9  |
| 1911–12            | Moose Jaw Brewers      | SPHL               | 6   | 8   | 0  | 8   | –   | –  | – | – | – | –  |
| 1912–13            | New Westminster Royals | PCHA               | 13  | 11  | 3  | 14  | 20  | –  | – | – | – | –  |
| 1913–14            | New Westminster Royals | PCHA               | 14  | 5   | 2  | 7   | 12  | –  | – | – | – | –  |
| 1914–15            | Portland Rosebuds      | PCHA               | 18  | 11  | 2  | 13  | 15  | –  | – | – | – | –  |
| 1915–16            | Portland Rosebuds      | PCHA               | 18  | 21  | 8  | 29  | 22  | –  | – | – | – | –  |
|                    |                        | Stanley Cup        | –   | –   | –  | –   | –   | 5  | 2 | 1 | 3 | 12 |
| 1916–17            | Portland Rosebuds      | PCHA               | 24  | 15  | 7  | 22  | 45  | –  | – | – | – | –  |
| 1917–18            | Portland Rosebuds      | PCHA               | 18  | 13  | 3  | 16  | 0   | –  | – | – | – | –  |
| 1919               | Victoria Aristocrats   | PCHA               | 20  | 10  | 1  | 11  | 3   | –  | – | – | – | –  |
| 1919–20            | Seattle Metropolitans  | PCHA               | 19  | 10  | 4  | 14  | 3   | 2  | 0 | 0 | 0 | 0  |
|                    |                        | Stanley Cup        | –   | –   | –  | –   | –   | 5  | 0 | 0 | 0 | 0  |
| 1920–21            | Seattle Metropolitans  |                    | 21  | 4   | 0  | 4   | 6   | 2  | 0 | 0 | 0 | 0  |
| 1921–22            | Vancouver Millionaires |                    | 9   | 1   | 0  | 1   | 0   | 2  | 0 | 0 | 0 | 0  |
|                    |                        | Stanley Cup        | –   | –   | –  | –   | –   | 5  | 0 | 0 | 0 | 0  |
| PCHA totalt        | PCHA totalt            | PCHA totalt        | 174 | 101 | 30 | 131 | 126 | 4  | 0 | 0 | 0 | 0  |
| Stanley Cup totalt | Stanley Cup totalt     | Stanley Cup totalt | –   | –   | –  | –   | –   | 17 | 6 | 1 | 7 | 21 |